# Teenage Mutant Ninja Turtles (2014)
Teenage Mutant Ninja Turtles ist ein US-amerikanischer Science-Fiction-Film aus dem Jahr 2014, der auf der gleichnamigen Comicserie basiert. Er entstand in Kooperation mit Michael Bay, dessen Produktionsfirma Platinum Dunes, Nickelodeon Movies und Paramount Pictures, unter der Regie von Jonathan Liebesman. In den Hauptrollen sind Megan Fox und Will Arnett zu sehen. Pete Ploszek, Alan Ritchson, Jeremy Howard und Noel Fisher spielen die computergenerierten Turtles und leihen ihnen z. T. in der Originalversion ihre Stimmen. Der Film hatte am 3. August 2014 in Los Angeles Premiere. Der reguläre Kinostart in den USA war der 8. August 2014. In Deutschland startete der Film am 16. Oktober 2014.

## Handlung
Der Film beginnt mit der Ansprache eines alten Meisters an seine Schüler und Söhne, die mit ihm in der Kanalisation von New York City leben und welche er für einen Kampf gegen den Foot Clan heranzieht, einer kriminellen Organisation, welche das Leben der Menschen in der Stadt über ihnen bedroht. Doch er hält sie noch nicht bereit dafür, an die Oberfläche hinaufzusteigen und den Kampf gegen das Böse aufzunehmen. April O’Neil, eine junge aufstrebende Reporterin bei Channel 6, die jedoch nur Aufgaben aus dem Alltagsleben der New Yorker erhält, arbeitet währenddessen an einer großen Story, die ihr den Durchbruch bringen soll: Sie spioniert den Aktivitäten des Foot Clans hinterher, doch von ihren meisten Kollegen, allen voran ihrer Chefin Bernadette Thompson, erhält sie keinerlei Unterstützung. Lediglich ihr Kameramann, Vern Fenwick, versucht sie moralisch aufzubauen, das jedoch nur, weil er ein Auge auf seine attraktive Kollegin geworfen hat.
April erhält Hinweise auf einen vom Foot Clan begangenen Diebstahl von Chemikalien. An einem Containerterminal wird sie Zeugin eines weiteren Raubs des Clans. Während sie versucht mit der Kamera ihres Smartphones Aufnahmen vom Geschehen zu machen, werden die Räuber von einem unbekannten Gegner angegriffen, der tonnenschwere Container wie Spielzeuge durch die Luft wirft. Als der Clan sich zurückzieht, erhascht April einen kurzen Blick auf eine seltsame klobige Gestalt, die jedoch verschwindet, bevor sie ein Foto von ihr machen kann. Lediglich ein japanisches Schriftzeichen, das an die Seite des Containers gemalt wurde, bleibt ihr als Beweis zurück. Da die Aktivitäten des Foot Clans eskalieren, verspricht der Multiindustrielle Eric Sacks die Krise zu beenden. Wie es sich herausstellt, hat Aprils Vater einst als Teil seines Wissenschaftsteams für ihn gearbeitet, ist aber während eines Überfalls des Foot Clans auf sein Labor bei der Sacks Group Ltd. ums Leben gekommen. April hatte als Kind oft ihren Vater im Labor besucht und dabei vier Schildkröten und eine Laborratte, die sie Leonardo, Michelangelo, Donatello, Raphael und Splinter genannt hatte, zu ihren Haustieren erkoren.
Währenddessen zeigt sich der Anführer des Foot Clans, Shredder, unzufrieden mit seiner Feldführerin Karai, da sie und ihre Soldaten unfähig sind, mit dem geheimnisvollen „Rächer“, der ihre Operationen neuerdings behindert, fertigzuwerden. Daraufhin fasst Karai den Plan, eine U-Bahn-Station voller Menschen als Geisel zu nehmen, um ihren Gegner aus der Reserve zu locken. April ist derweil zufällig in der Gegend und wird beim Versuch sich näher ranzuschleichen vom Foot Clan gefangen genommen. Bevor Karai sie als erste Geisel exekutieren kann, tauchen nicht einer, sondern gleich mehrere Rächer auf und setzen, geschützt vom schwachen Flackerlicht, fast die gesamte Foot-Gruppe außer Gefecht, ehe sie sich unerkannt durch eine Bauschuttrutsche an die Oberfläche zurückziehen. Kurz entschlossen folgt April den Rettern auf das Dach eines Hauses und stellt dort zu ihrer Fassungslosigkeit fest, dass es sich bei ihnen um vier mutierte, humanoide Schildkröten handelt. Das Blitzlicht ihres Smartphones verrät sie, als April versucht, ein Beweisfoto zu schießen. Die Mutanten stellen sie und fordern von ihr die Kamera. April wird kurzzeitig ohnmächtig, was den Mutanten Zeit gibt die Aufnahme von ihrem Telefon zu löschen sowie ihren Namen und ihre Adresse herauszufinden. Während sie sich daraufhin zurückziehen, gelingt es April noch ein weiteres, allerdings unscharfes, Bild von ihnen schießen. Beim Klang ihrer Namen fallen ihr die lange verschütteten Erinnerungen aus dem Labor der Sacks Group wieder ein. In den alten Arbeitspapieren ihres Vaters entdeckt sie Hinweise darauf, dass diese „Teenage Mutant Ninja Turtles“ das Resultat der Arbeit ihres Vaters sind.
April versucht ihre Chefin von ihrer Story zu überzeugen, wird aber aufgrund der dürftigen Beweise und ihrer unzureichenden Erklärungen stattdessen gefeuert. Von ihrem Kameramann Vern lässt sie sich zu Sacks’ Anwesen fahren, wo sie ihn auf die Arbeit anspricht, die ihr Vater für ihn geleistet hat und ihm das Foto von den Turtles zeigt. Daraufhin erzählt Sacks ihr, dass ihr Vater an der Kreation eines Wunderheilmittels beteiligt war, welches die Basis für das Mutagen bildete, das die Schildkröten in ihre jetzige Form gebracht hat. Hocherfreut darüber, dass der Rest des Mutagens im Körper der Turtles das Feuer überdauert haben könnte, verspricht Sacks April seine Unterstützung. In Wirklichkeit steckt er jedoch mit Shredder, seinem Lehrmeister, unter einer Decke und beabsichtigt die Herrschaft über New York zu übernehmen. Zu diesem Zweck hat er April einen getarnten Peilsender untergejubelt und unterrichtet seinen Meister von der Neuigkeit, die ihren Plan nun realisierbar machen wird.
Indessen kehren die Turtles in ihr Heim in der Kanalisation zurück, wo sie von Meister Splinter empfangen werden. Er zeigt sich ungehalten darüber, dass sie sich trotz seines Verbots an die Oberfläche begeben haben. Als er von der Aktion in der U-Bahn-Station und von April erfährt, weist er seine Söhne an, die junge Frau zu ihm zu bringen. Splinter lässt in Aprils Beisein die Ereignisse Revue passieren, die ihn und die Turtles zu ihrem Dasein in der Kanalisation geführt haben: Nachdem ihnen das Mutagen injiziert worden war, kam Aprils Vater Sacks verbrecherischen Plänen auf die Spur und versuchte, die gesamte Forschungsarbeit durch ein Feuer zu zerstören. Dabei wurde er von Sacks aus Rache ermordet. April, die sich damals im Labor befand, rettete ihre geliebten Haustiere aus dem Feuer, worauf sie sich in die Kanalisation zurückzogen. Mit der Zeit aber veränderte das Mutagen ihre Körper und steigerte ihre Intelligenz. Da Splinter ahnte, dass die Welt nicht gut auf ihre Existenz reagieren würde, fasste er den Entschluss, seine Familie im Untergrund zu behalten. Damit sie sich vor möglichen Gefahren schützen können, lehrte Splinter seine Ziehsöhne die Kunst des Ninjutsu, welche er sich aus einem in der Kanalisation gelandeten Lehrbuch selbst beigebracht hatte.
Währenddessen dringen der Shredder und der Foot Clan, dem Signal von Aprils Peilsender folgend, in das Versteck der Mutanten ein. Es kommt zu einem heftigen Gefecht zwischen den Turtles und dem Foot Clan, wobei Raphael von einer einstürzenden Decke verschüttet wird. Splinter wird von Shredder, der in einer Hightech-Rüstung steckt, angegriffen und schwer verletzt; Leonardo, Donatello und Michelangelo werden gefangen genommen und das Versteck der Mutanten gesprengt. April und Raphael können den schwerverletzten Splinter aus den Trümmern des Verstecks bergen, doch dieser drängt sie, seinen Brüdern zu Hilfe zu kommen. Nachdem sie Vern als Fahrer rekrutiert haben, verfolgen sie die Spur der anderen zu Sacks’ Anwesen zurück.
Im unterirdischen Labor des Anwesens verrät der siegessichere Sacks den gefangenen Turtles seinen Plan: Das Mutagen, das in ihrem Blut enthalten ist, war ursprünglich als Gegengift für eine chemische Waffe gedacht, die Shredder und Sacks auf New York City loslassen wollen, um eine künstliche Seuche auszulösen. Mit dem Mutagen würde Sacks dann den Menschen der Stadt das rettende Gegenmittel präsentieren und damit Geld und Einfluss gewinnen, um zusammen mit dem Shredder die Stadt beherrschen zu können. Um das Mutagen zu resynthetisieren, will Sacks ihnen ihr Blut bis auf den letzten Tropfen absaugen und es dann nach New York bringen, wo die letzte Phase des Plans in Vorbereitung ist. Währenddessen erreichen Raphael, April und Vern das Anwesen und kämpfen sich bis zum Labor durch. Raphael kämpft gegen den Shredder und wird geschlagen, bevor sein Gegner sich zurückzieht. April befreit die gefangenen Turtles. Gemeinsam nehmen die sechs Freunde die Verfolgung von Sacks auf, der bereits mit einer Blutprobe nach New York aufgebrochen ist. Nach einer halsbrecherischen Verfolgungsjagd erreichen die Turtles das Sacks-Group-Gebäude, wo sie sich von April und Vern trennen, um Shredder aufzuhalten, während April und Vern das Mutagen wiedererlangen sollen. Im Labor des Gebäudes treffen die beiden auf Sacks und können ihm die Substanz entreißen. Dabei wird Vern jedoch verletzt, so dass April alleine den Turtles zu Hilfe kommen muss.
In der Zwischenzeit stellen die Turtles ihren Feind auf dem Dach des Gebäudes, sind aber seinen Kampfkünsten und seiner Rüstung hoffnungslos unterlegen. Donatello gelingt es dennoch im letzten Moment, den Austritt des Gases zu verhindern. Daraufhin zerstört Shredder die Stützen des Antennenturms, in dem der Gaskanister steckt, so dass die Turtles sich gezwungen sehen, diesen abzustützen. April erscheint mit dem Mutagenkanister auf dem Dach und wird ebenfalls von Shredder angegriffen. Trotz der Bemühungen der Turtles kippt die Antenne des Hochhauses um und droht alle Beteiligten in die Tiefe mitzureißen. Mit Müh und Not können die Turtles und April den Shredder von der Antenne auf die Straße hinunterwerfen. Dabei bricht jener Teil, an dem sie gerade hängen, vollends durch und die Antenne stürzt mit diversen Zwischenlandungen auf benachbarten Bauten der Straße entgegen. Mit viel Glück landen die Fünf unverletzt auf dem Boden und können sich in die Kanalisation zurückziehen, bevor die Menschen sie zu Gesicht bekommen können. Zurück in ihrem verwüsteten Heim gelingt es den Turtles, ihren Meister mit einem Überrest des Mutagens zu heilen. Splinter entschuldigt sich bei seinen Ziehsöhnen dafür, sie aus Furcht um ihr Wohlergehen zu sehr von der Außenwelt abgekapselt zu haben.
Die Turtles legen sich wenig später einen Party-Wagen zu. Unter einer Straßenbrücke treffen sie eines Nachts auf April und Vern, um sich bei April dafür zu bedanken, dass sie ihre Reporterkarriere zugunsten der Sicherheit ihrer neuen Freunde geopfert hat. Nachdem Michelangelo versehentlich Verns nagelneues Auto zerstört hat, beginnen sich die Turtles frei – aber immer noch heimlich – an das Leben an der Oberfläche anzupassen.

## Unterschiede zu den Vorlagen
Der Plot des Films übernimmt gewisse Elemente (oder ähnelt diesen) aus der Entstehungsgeschichte einer alternativen Version der Ninja Turtles aus den Mirage-Comics, den Super Turtles. Darunter zählen auch die Punkte, dass die Turtles als Versuchstiere in einem Labor bewusst mit dem Mutagen injiziert wurden und dadurch übermenschliche Stärke erlangten; dass Eric Sacks dort die Rolle eines einflussreichen Gutmenschen spielt; die Hightech-Rüstung, die der Shredder verwendet; und dass die Antagonisten mit einer fingierten Bedrohung die Herrschaft über New York City an sich reißen wollen. Die Super Turtles erscheinen in den Mirage-Comic-Ausgaben Teenage Mutant Ninja Turtles Vol.4 #7 und Tales of the Teenage Mutant Ninja Turtles Vol.2 #47.
Weitere Unterschiede schließen ein, dass April hier einst die Besitzerin der vier Schildkröten war und diese auch benannt hat, hatte sie ursprünglich überhaupt nichts mit ihrer Mutation zu tun, während hier im Film ihr Vater an der Verwendung des Mutagens an ihnen beteiligt war. Die Vorgeschichte des Shredders und sein richtiger Name Oroku Saki werden hier nicht genannt. In den Comics und den Serien war Karai eine wichtige Helferin Shredders; in den Mirage-Comics war sie sogar seine Nachfolgerin. Hier jedoch nimmt sie eher eine unbedeutende Nebenrolle ein.

## Synchronisation

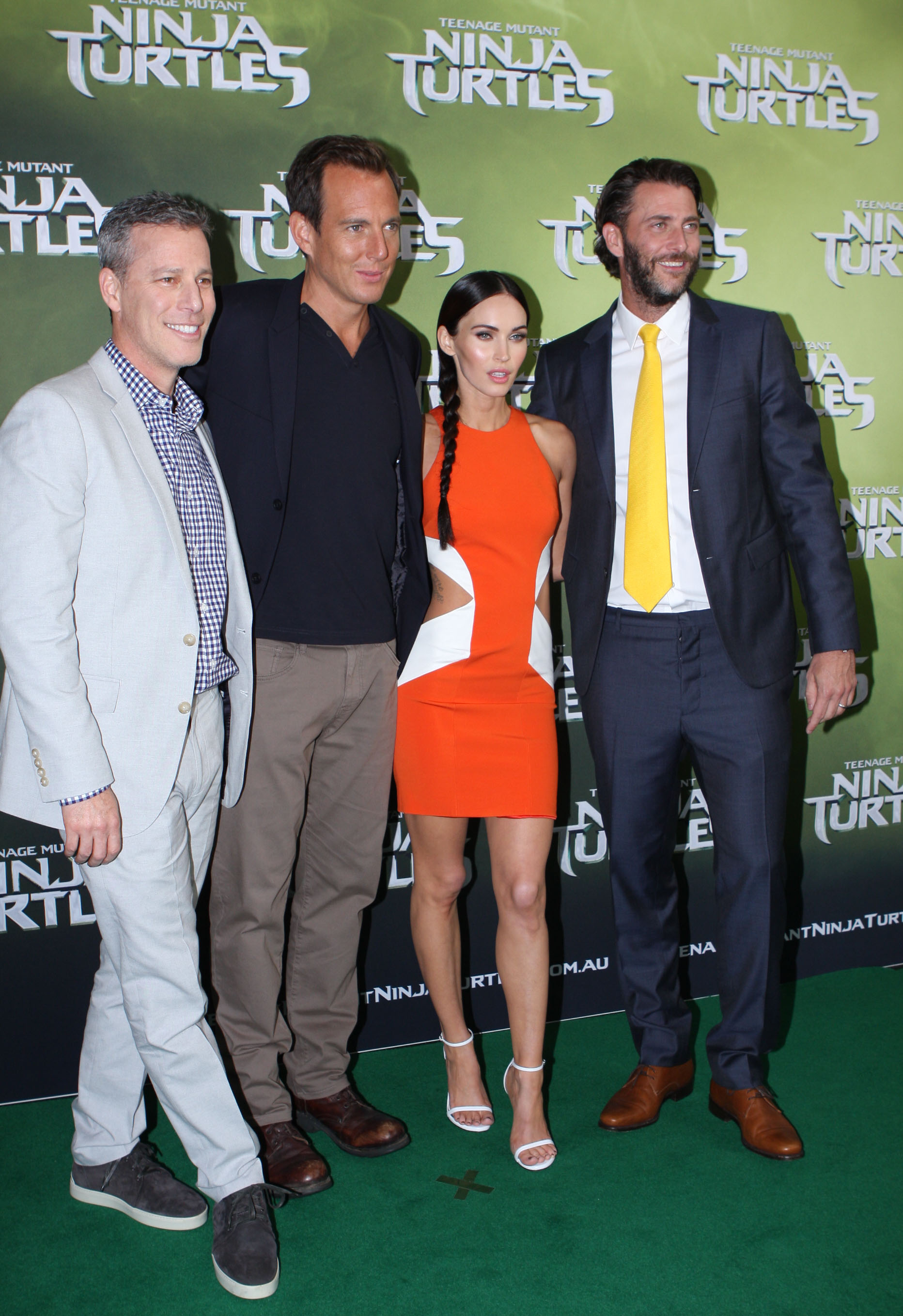
Die Produzenten Brad Fuller und Andrew Form (l. u. r.) und die Hauptdarsteller Will Arnett und Megan Fox (m.) bei einer Sondervorführung des Films in Sydney im September 2014

Die deutsche Synchronisation des Films übernahm die FFS Film- & Fernseh-Synchron GmbH in München, Dialogregie führte Manuel Straube.
Die computeranimierten Protagonisten werden teilweise von ihren Darstellern synchronisiert. Die Schildkröte Leonardo wird nicht von seinem Darsteller Pete Ploszek synchronisiert, sondern von Johnny Knoxville. Auch Splinter wird von Tony Shalhoub, anstatt von seinem Darsteller Danny Woodburn gesprochen.

### Mutanten
| Rolle        | Originalsprecher | Deutscher Sprecher |
| ------------ | ---------------- | ------------------ |
| Leonardo     | Johnny Knoxville | Alexander Brem     |
| Raphael      | Alan Ritchson    | Stefan Günther     |
| Michelangelo | Noel Fisher      | Benedikt Weber     |
| Donatello    | Jeremy Howard    | Dominik Auer       |
| Splinter     | Tony Shalhoub    | Erich Ludwig       |

### Menschen
| Rolle         | Schauspieler     | Deutscher Sprecher |
| ------------- | ---------------- | ------------------ |
| April O’Neil  | Megan Fox        | Luise Helm         |
| Vern Fenwick  | Will Arnett      | Torben Liebrecht   |
| The Shredder  | Tohoru Masamune  | Thomas Wenke       |
| Eric Sacks    | William Fichtner | Peter Flechtner    |
| Soldat Harley | Greg Duncan      | Patrick Schröder   |

## Hintergrund

### Produktionsvorbereitung
Nachdem Nickelodeon im Oktober 2009 die Rechte an den Teenage Mutant Ninja Turtles erworben hatte, gab man bekannt, dass Nickelodeon Movies und Paramount Pictures für 2012 einen Film produzieren wollen. Ende Mai 2010 wurde schließlich Michael Bay und dessen Produktionsfirma Platinum Dunes für die Produktion des Filmes engagiert, die eine neue Turtles-Filmreihe auf die Beine stellen sollen. Zunächst waren Matt Holloway und Art Marcum für das Drehbuch verantwortlich; da Paramount aber mit den Büchern nicht zufrieden war, wurden die beiden durch Josh Appelbaum und André Nemec ersetzt. Im Februar 2012 wurde Jonathan Liebesman als Regisseur verpflichtet – er hatte sich gegen Brett Ratner durchgesetzt. Im darauf folgenden Monat verschob Nickelodeon die Veröffentlichung auf Weihnachten 2013.
Im März 2012 äußerte sich Bay über den Film und meinte, dass er neue Story-Ideen hätte und dass seine Schildkröten einer Alien-Rasse abstammten. Damit löste er unter den Ninja-Turtles-Fans eine Debatte aus und erntete für diese Veränderungen viele negative Kritiken. Auch die ehemaligen Darsteller aus den 1990er-Jahre-Filmen, Robbie Rist, Brian Tochi und Judith Hoag waren gegen diese Ideen. Wenige Wochen später gab Bay Entwarnung und erklärte, dass sich die Geschichte an den Comics orientieren werde und dass es zu keinen Änderungen kommen würde. Gleichzeitig wurde der Filmtitel in Ninja Turtles gekürzt.
Im August 2012 tauchte im Internet ein Drehbuchentwurf auf, der von den Fans nicht positiv angenommen und als „noch schlimmer als befürchtet“ abgestempelt wurde. Wie später herauskam, war dieses Drehbuch schon ziemlich früh zu den Akten gelegt worden. Da es jedoch weiterhin zu Problemen mit dem Drehbuch kam, wurde der Kinostart neuerlich von Ende 2013 auf Sommer 2014 verschoben.
Am 20. April 2013 wurde der Film in den endgültigen Originaltitel Teenage Mutant Ninja Turtles umbenannt. Das Budget lag bei 125 Millionen US-Dollar.

### Sonstiges
Vorab wurde in Erwägung gezogen, dass die Turtles eigentlich Aliens aus dem All sein sollten und nicht aus einem Mutagen entstanden waren. Da dies auf großen Unmut der Fans gestoßen war, wurden diese Pläne schnell verworfen. In einer Szene des Films fragt Fenwick, ob die Turtles Aliens sind, worauf April entsetzt antwortet, dass diese These lächerlich sei.
Desgleichen wurde Eric Sacks ursprünglich als Shredder in Erwägung gezogen, ebenso wie die Figur eines amerikanischen Colonels namens Shrader. Diese Ideen wurden aber aufgrund der Proteste der Fans ebenfalls verworfen.
Ein kleines Easteregg wurde ebenfalls im Film eingefügt. Splinter überlegte, wie er den Turtles beibringen könne, sich selbst zu verteidigen, sollte der Tag kommen, an dem sie die Kanalisation verlassen würden, um oben die Stadt zu sehen. Beim Kehren findet er ein Buch 'Ninjutsu-Kunst' (Arts of Ninjutsu), geschrieben von den Autoren Eastman & Laird. Das ist eine Hommage an die beiden Comiczeichner Kevin Eastman und Peter Laird, die die Erfinder der Teenage Mutant Ninja Turtles sind.

### Besetzung
Mitte Februar 2013 wurde mit Megan Fox die erste Hauptrolle vergeben. Die Verpflichtung von Fox wurde von den Medien überrascht aufgenommen, da es zwischen Fox und Bay zu Überwerfungen gekommen war: Fox hatte Bay als Hitler bezeichnet und er feuerte sie vom Film Transformers 3. Fox übernahm die Rolle der April O’Neil, für die auch Jessica Biel vorgesprochen hatte.
Im März 2013 wurden Alan Ritchson, Pete Ploszek, Jeremy Howard und Noel Fisher für die Rollen der Schildkröten Raphael, Leonardo, Donatello und Michelangelo gecastet. Anders als in den früheren Spielfilmen schlüpften die vier Darsteller nicht in Ganzkörperpuppen, sondern der Film wurde im Performance-Capture-Verfahren realisiert: Bewegung und Mimik der Schauspieler wurden an realen Drehorten aufgenommen und später am Computer auf eine darüber gelegte „Schildkrötenhülle“ übertragen. Johnny Knoxville und Tony Shalhoub wurden für Synchronrollen engagiert.
Anfang April 2013 wurde die Verpflichtung von Will Arnett als Aprils Kollegen Vernon Fenwick bekannt. Im Mai 2013 wurden William Fichtner sowie Abby Elliott verpflichtet. Whoopi Goldberg wurde als Bernadette Thompson gecastet, eine weibliche Version von Burne Thompson.

### Dreharbeiten
Die Dreharbeiten begannen am 22. März 2013 in Tupper Lake, New York. Gedreht wurde in New York City und am Jones Beach State Park in Wantagh auf Long Island. Produktionsende war der 6. August 2013, Nachdrehs fanden im Januar und April 2014 statt.

## Rezeption

### Kritiken
Der Film erhielt eher negative Kritiken. Bei Rotten Tomatoes erhielt der Film nur von 21 Prozent der Rezensenten eine positive Bewertung. Auf Metacritic erreichte der Film einen Metascore von 31/100.
Justin Lowe vom Hollywood Reporter meinte, „die etwas überzogene Laufzeit von 101 Minuten und die Nonstop-Cartoongewalt könnten die kleinen Fans des Franchises oder deren Eltern, die für die Kinokartenkosten aufkommen, abschrecken“. Er findet aber, dass „die lebensechten CGI-Turtles einen Grad des Realismus erreichen, den die Puppen der ursprünglichen Filme nie kommunizieren konnten“.
Justin Chang, Kritiker vom Branchenblatt Variety, urteilte, dass „Teenage Mutant Ninja Turtles zwar besser als seine Live-Action-Vorgänger aus den 90ern aussieht, doch manifestiert der Film die wenig liebenswerten Attribute einer Bay-Produktion – chaotische Action, haarsträubender Humor, Effekte-Overkill und Megan Fox“. Abschließend muss er feststellen, dass der Film nicht „so abstoßend wie Bays „Transformers“-Filme“ sei.
Der Film war gleich fünfmal für die Goldene Himbeere 2015 nominiert: In den Kategorien „Schlechtester Film“, „Schlechteste Nebendarstellerin“ (Megan Fox), „Schlechteste Neuverfilmung oder Fortsetzung“, „Schlechteste Regie“ (Jonathan Liebesman) und „Schlechtestes Drehbuch“. Die Auszeichnung für die schlechteste Nebendarstellerin ging an Megan Fox.

### Einspielergebnisse
Der Film spielte am Eröffnungswochenende in den Vereinigten Staaten 65 Millionen US-Dollar ein. Bei Produktionskosten von 125 Millionen US-Dollar spielte der Film bis zum 7. Februar 2015 weltweit 485 Millionen US-Dollar ein.

## Sequel
Das Sequel Teenage Mutant Ninja Turtles: Out of the Shadows erschien 2016 unter der Leitung des Regisseurs Dave Green und wurde abermals von Brad Fuller sowie Andrew Form für Platinum Dunes produziert. Der deutsche Kinostart war am 11. August 2016.